# Cynthia Enloe

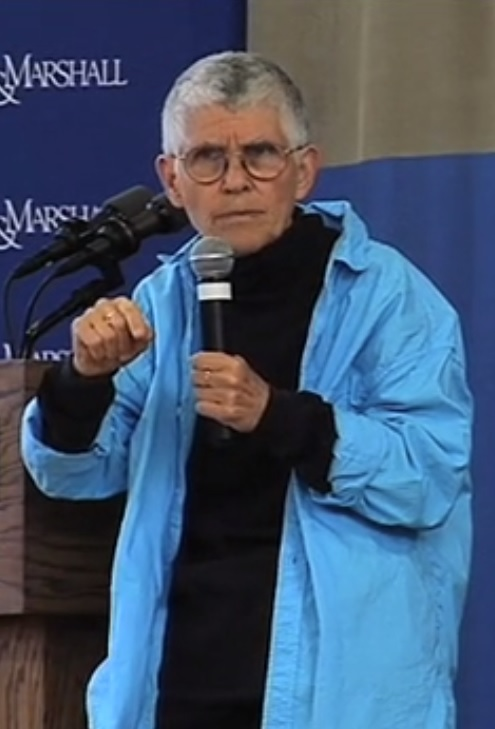
Cynthia Enloe, 2014

Cynthia Enloe (* 16. Juli 1938 in New York City) ist eine US-amerikanische Politikwissenschaftlerin, Dozentin und Autorin.

## Leben
Enloe erlangte einen Bachelor im Juni 1960 vom Connecticut College in New London und einen Master von der University of California, Berkeley im Jahr 1967. Dort schloss sie im Dezember 1967 auch ihre Promotion  ab. Seit 1972 ist sie als Professorin am Institut für International Development, Community and Environment an der Clark University in Worcester, Massachusetts tätig, wo sie zwischenzeitlich als Leiterin des Lehrstuhls für Politikwissenschaft, sowie als Studiendirektorin für Frauenstudien (Women Studies) fungierte. Enloe ist zudem im Redaktionsbeirat  wissenschaftlicher Zeitschriften vertreten, wie dem International Feminist Journal of Politics.
Sie gilt als Vertreterin feministischer Perspektiven in den internationalen Beziehungen. Die Konfliktforscherin versteht sich als Pazifistin, die nicht bereit ist, sich entmutigen zu lassen. Anderseits ist ihr bewusst, dass das Resultat der Militarisierung geschlechterübergreifend ist: „Frauen können genau so militarisiert werden wie Männer.“

## Veröffentlichungen
Im Laufe ihres Lebens verfasste Enloe 14 Bücher. Ihr bekanntestes Werk ist Bananas, Beaches and Bases, welches als wegweisender Beitrag im Bereich feministischer Theorien der internationalen Beziehungen betrachtet wird.

## Werke (Auswahl)
- Bananas, Beaches, and Bases, University of California Press, 2014
- Seriously! Investigating Crashes and Crises as If Women Mattered, University of California Press, 2013
- Nimo’s War, Emma’s War: Making Feminist Sense of the Iraq War, University of California Press, 2010
- Globalization and Militarism; Feminists Make the Link, Rowman & Littlefield Publishers, 2007
- The Curious Feminist: Searching for Women in The New Age of Empire, University of California Press, 2004
- Maneuvers: The International Politics of Militarizing Women's Lives, University of California Press, 2000
- Does Khaki Become You? The Militarization of Women's Lives, Harper\Collins, 1988
- Ethnic Conflict and Political Development, Boston: Little, Brown and Co., 1973, Reprinted by University Press of America, 1986
- Ethnic Soldiers: State Security in Divided Societies, London: Penguin Books, 1980; Athens: University of Georgia Press, 1980
- Police, Military, Ethnicity: Foundations of State Power, New Brunswick: Transaction Books, 1980
- The Comparative Politics of Pollution, New York: Longman’s, 1975.
- Multi-Ethnic Politics: The Case-of Malaysia, Berkeley Center for South and Southeast Asian Studies, University of California, Berkeley, 1970